# Гимичешти (Вранча)
Гимичешти (рум. Ghimicești) насеље је у Румунији у округу Вранча у општини Фитионешти. Oпштина се налази на надморској висини од 233 m.

## Становништво
Према подацима из 2002. године у насељу је живело 414 становника, од којих су сви румунске националности.